# Дациаро, Иосиф Христофорович
Ио́сиф Христофо́рович Дациа́ро (итал. Giuseppe Daziaro; 1806, Пьеве-Тезино, Италия — 23 ноября (5 декабря) 1865, Санкт-Петербург) — первый в России частный издатель высококачественной художественной полиграфической продукции, купец 2-й гильдии.

## Биография

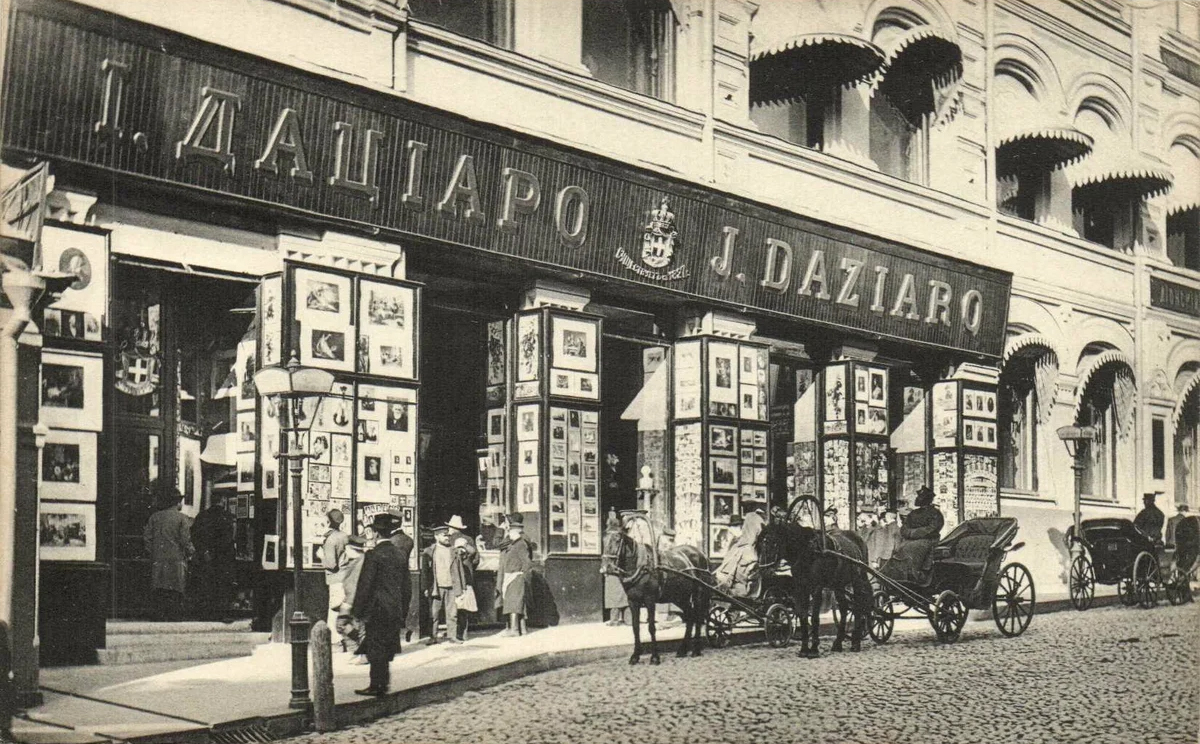
Магазин Дациаро на Кузнецком мосту

Джузеппе Дациаро родился в 1806 году в Пьеве-Тезино, Италия. В 1820-х годах приехал в Россию. Принял русское подданство и стал именоваться Иосифом Христофоровичем Дациаро, сохранив при этом католическое вероисповедание. Свою предпринимательскую деятельность начал уличным торговцем. В 1827 году открыл в Москве магазин полиграфической продукции на Лубянке, затем открыл магазин в доме № 7 на Кузнецком мосту. В 1830 году записался из мещан в московское 3-й гильдии купечество. Впоследствии перешёл во 2-ю гильдию и с 1838 года стал также петербургским купцом. В 1849 году открыл магазин в Петербурге в доме № 1 на Невском проспекте, проживал в этом же доме. Также открыл магазины в Варшаве и на Итальянском бульваре в Париже.
В магазинах Дациаро продавались эстампы, литографии, дагерротипы, фотографии, а также принадлежности для рисования. На издаваемых Дациаро литографиях и гравюрах были представлены многие достопримечательности Петербурга и Москвы, сцены русского быта. Эти сюжеты вызывали большой интерес в европейских столицах и в самой России, продукция Дациаро шла нарасхват.
Полиграфическая продукция, издаваемая Дациаро, отличалась высоким качеством, «блеском и тонкостью раскраски». Основным партнёром Дациаро стала типография Лемерсье в Париже. Продукция Дациаро также печаталась в петербургской мастерской К. Поля.

### Судьба надгробного памятника
Расположение: 59°57′57″ с. ш. 30°22′07″ в. д..

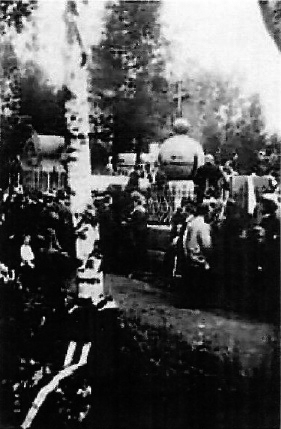
Надгробие Иосифа Дациаро в 1907 году
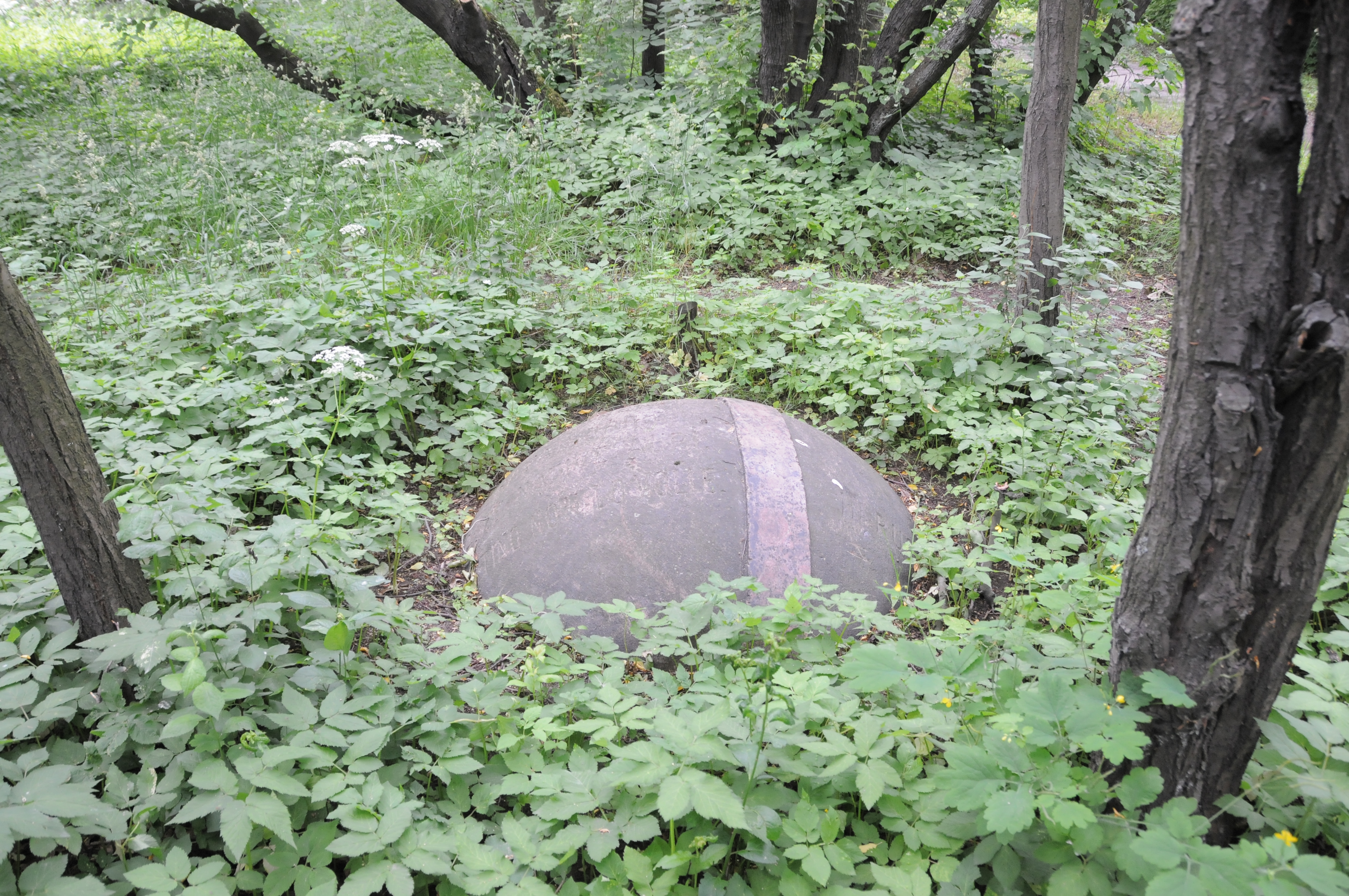
Часть надгробия Иосифа Дациаро в 2017 году

Согласно записи в метрической книге петербургской Базилики Святой Екатерины Александрийской, «Московский 2-й гильдии и временный С.Петербургский купец… Иосиф Христофорова сын Дациаро… скончался от удара… 1865 года ноября 23 дня». Был похоронен в Санкт-Петербурге на престижном участке святой Екатерины Выборгского римско-католического кладбища, недалеко от Храма Посещения Пресвятой Девой Марией Елизаветы.
Постановлением президиума Ленсовета от 22 октября 1939 года кладбище, насчитывающее около 40 тысяч захоронений, было ликвидировано. Этим же постановлением было подтверждено решение президиума Красногвардейского райсовета от 14 мая 1939 года о ликвидации на кладбище всех могильных сооружений. Тем не менее, к настоящему времени на территории бывшего кладбища сохранились памятник на могиле профессора архитектуры, тайного советника А. К. Красовского и часть памятника, ранее установленного на могиле Иосифа Дациаро. Верхняя часть надгробия Дациаро представляет собой массивную гранитную сферу с эпитафией на итальянском языке. В связи с техногенными напластованиями, сформировавшимися на кладбище во второй половине XX века, над землёй выступает только небольшая часть сферы. На доступной для обозрения после частичного откапывания части поверхности сферы обнаружены нанесённые посредством гравировки следующие надписи.
- fu il primo dei tesine
a fondare negozii di stampe
d Arte
in Russia nel 1827[Комм. 3]
- amo la patria
svisceratamente
sperava morire
fra le native alpe
il destino non lo volle[Комм. 4][11]

## Память

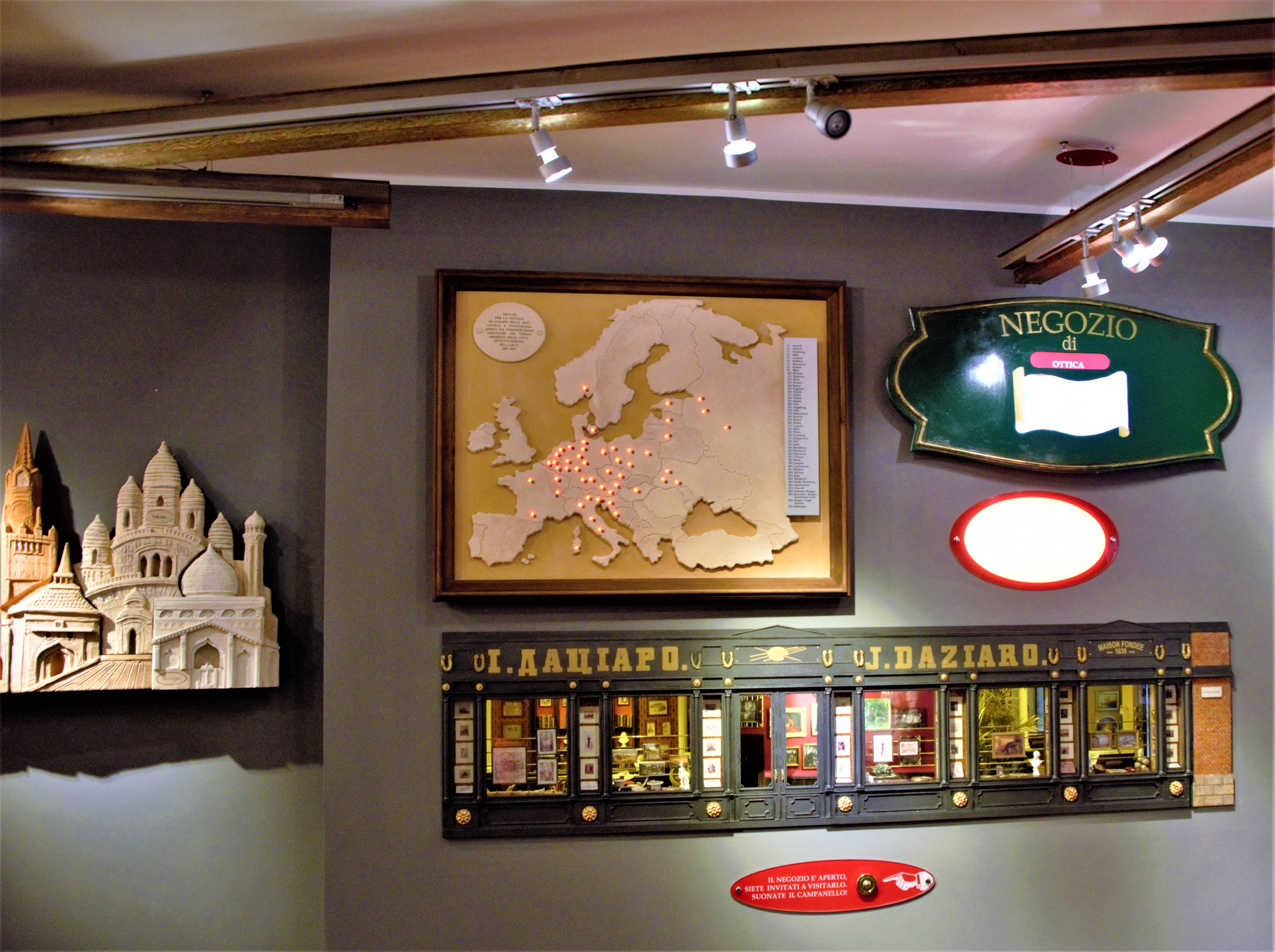
Часть экспозиции в этнографическом музее в Пьеве-Тезино, посвящённая И. Дациаро.

В музее Per Via на родине Дациаро в 2015 году была открыта выставка, посвященная его деятельности в России.

## Семья
Жена — Анна, урождённая Вирт. Дети:
- Иосиф-Христофор (1831—1892)
- Анна Каролина (род. 1832)
- Александр (1842—1907)[Комм. 5]
- Тереза (1847—1897)[1]

## Петербург в изданных ДациароведутахШарлеманя
|  |  |  |  |  |